# Osakis (Minnesota)
Osakis est une ville américaine située dans les comtés de Douglas et de Todd, dans le Minnesota. Selon le recensement de 2020, sa population est de 1 740 habitants.